# السودان في بطولة العالم لألعاب القوى 2017

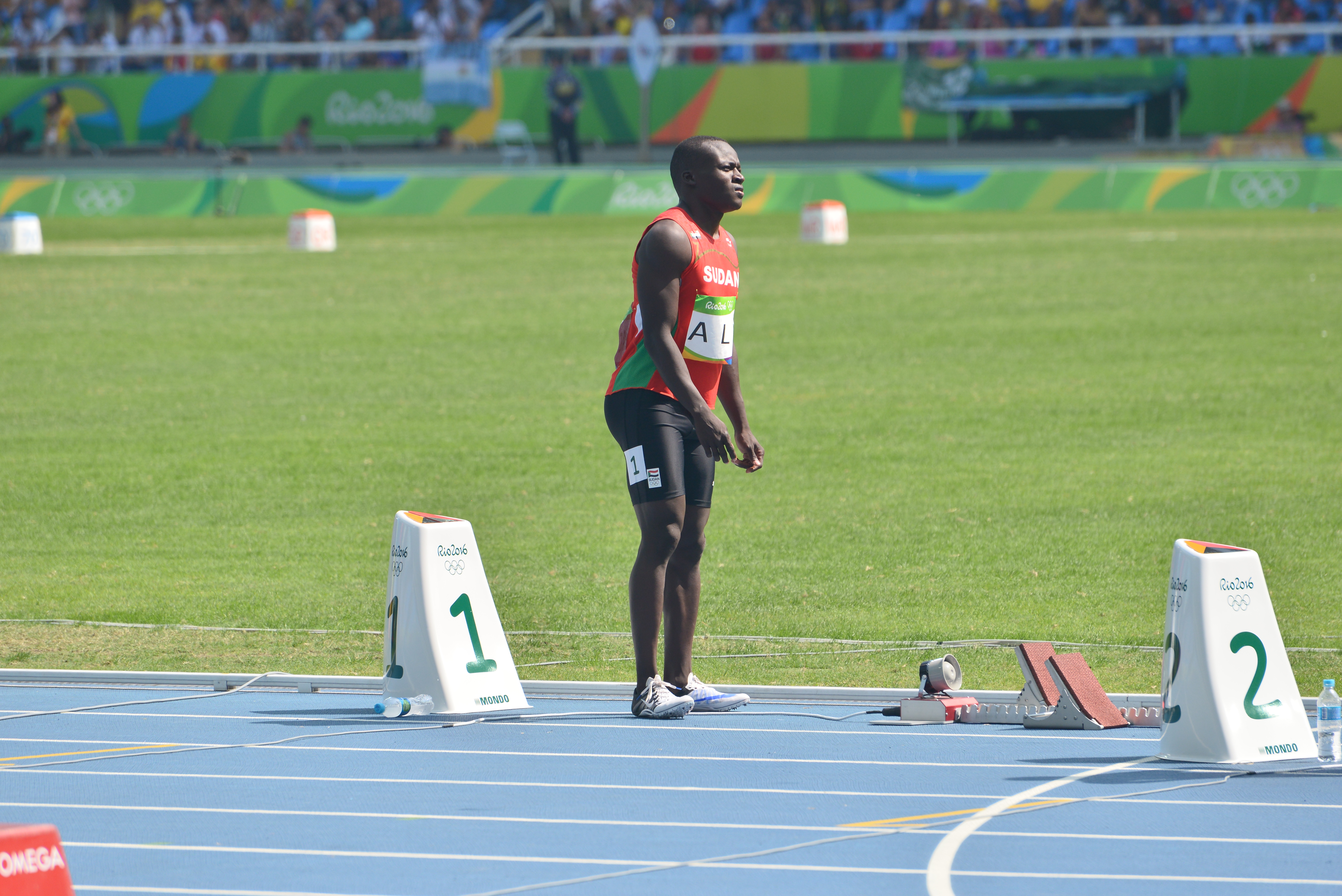
العداء السوداني أحمد علي

```
نافس 
السودان
 في 
بطولة العالم 2017 لألعاب القوى
 في 
لندن
، 
المملكة المتحدة
، في الفترة من 4 إلى 13 أغسطس 2017.
[
1
]
```

## النتائج

### رجال
أحداث المسار والطريق
| أحمد علي | 200 متر | 20.64 | 30 | لم يصل |